# Ton (Włochy)
Ton – miejscowość i gmina we Włoszech, w regionie Trydent-Górna Adyga, w prowincji Trydent.
Według danych na rok 2010 gminę zamieszkiwało 1316 osób, 49,92 os./km².